# Рёдигер, Иоганн Кристоф
Иоганн Кристоф Рёдигер (нем. Johann Christoph Rödiger, иногда также Иоганн Кристиан Рёдигер; 4 мая 1704, Бишлебен, ныне в составе Эрфурта — 6 марта 1765, Зондерсхаузен) — немецкий певец, скрипач и дирижёр.
В возрасте 11 лет был принят в хор мальчиков придворной капеллы в Готе, где среди его наставников был Готфрид Генрих Штёльцель. Там же начал учиться игре на скрипке у концертмейстера капеллы Хюна. В 1727 году поступил в придворную капеллу Зондерсхаузена как вокалист и скрипач, где и прослужил всю жизнь, на долгие годы сохранив сильный голос. После смерти Генриха Иоганна Боны (1749) и до переезда в Зондерсхаузен Леопольда Августа Абеля (1758) исполнял обязанности капельмейстера. Эпизодически занимался композицией.
Современные исследователи отмечают роль Рёдигера в пропаганде творчества своего учителя Штёльцеля в Зондерсхаузене, благодаря чему Штёльцель написал множество сочинений по заказу князя Шварцбург-Зондерсхаузенского Гюнтера, причём эти сочинения (в отличие от написанных Штёльцелем в Готе) в значительной мере сохранились.